# Beniel
Beniel és un municipi de la Regió de Múrcia i pertany a la comarca de l'Horta de Múrcia. Està a 18 km de Múrcia i a 8 km d'Oriola. Limita amb la comarca del Baix Segura. La seva extensió és de 10 km², sent el més petit de tots els municipis murcians. El seu clima és el típic del sud del Mediterrani, semiàrid i amb poques precipitacions (296 Mm). Les seves pedanies són La Basca, El Mojón i El Raiguero - La Villa.